# Viktor Lisitsky
Viktor Nikitovich Lisitsky (em russo:  Ви́ктор Ники́тович Лиси́цкий; 18 de outubro de 1939 - 13 de junho de 2023) foi um ginasta russo aposentado. Ele competiu em todos os eventos de ginástica artística nos Jogos Olímpicos de Verão de 1964 e 1968 e ganhou cinco medalhas de prata, três individuais em 1964 e duas com a equipa soviética, em 1964 e 1968.
Nos campeonatos europeus, Lisitsky conquistou três títulos em 1965 (argolas, salto e cavalo com alças), três em 1967 (argolas, salto e barra horizontal) e um em 1969 (barra horizontal), e terminou em segundo lugar cinco vezes. No Mundial, ele conquistou apenas duas medalhas de prata por equipas, em 1962 e 1970. Internamente, ele ganhou 15 títulos soviéticos (1964 e 1966 no individual geral; 1964-65, 1967, 1969-70 nos exercícios no solo, 1965 e 1968 nos anéis, 1964-66 no salto e 1966-67 e 1969 na barra horizontal). Depois de se aposentar das competições, ele treinou ginástica no seu clube desportivo do Exército em Moscovo. Em seguida, foi nomeado professor e chefe do departamento de educação física da Universidade Russa de Química e Tecnologia de Mendeleyev. Lisitsky é um pintor ávido e membro da União dos Artistas Russos.